# Одбојкашка репрезентација Босне и Херцеговине
Одбојкашка репрезентација Босне и Херцеговине у организацији Одбојкашког савеза Босне и Херцеговине (BIH) представља Босну и Херцеговину у одбојци у на свим значајнијим светским и континенталним такмичењима. До 1992. била је представљена кроз репрезентацију Југославије.

## Успеси репрезентације

### Наступи наОлимпијским играма
- Нема учешћа

### Наступи наСветским првенствима
- Нема учешћа

### Наступи наЕвропским првенствима
- Нема учешћа

### Наступи уСветској лиги
- Нема учешћа

### Наступи уЛиги нација
- Нема учешћа

### Наступи наСветским куповима
- Нема учешћа